# Recouvrement de créances
Le recouvrement de créances désigne l'utilisation de tous les moyens légaux, qu'ils soient amiables ou judiciaires, pour obtenir d'un débiteur le paiement de la créance due au créancier. En cas de violation des droits et d'actions illégales du PSI, vous devez savoir que ces actions peuvent faire l'objet d'un recours. Vous devez garder à l'esprit que les actions de l'huissier peuvent faire l'objet d'un recours dans les délais légaux.

## Droit par État

### Canada
Au Canada, la réglementation du recouvrement de créances relève des provinces et territoires. Les principaux textes applicables s'appellent :
- Loi sur le recouvrement de certaines créances au Québec ;
- Business Practices and Consumer Protection Act en Colombie-Britannique ;
- Loi sur les services de recouvrement et de règlement de dette au Nouveau-Brunswick, en Nouvelle-Écosse et dans l'Île-du-Prince-Édouard ;
- Loi sur les services de recouvrement et de règlement de dette en Ontario ;
- Collection Agents Act au Saskatchewan ;
- Collection Practices Act dans l'Alberta ;
- Collections Act dans la province de Terre-Neuve-et-Labrador ;
- Loi sur la protection du consommateur au Manitoba.

On peut souligner des différences notables telles que le délai de prescription des dettes[à vérifier] qui est de six ans dans la plupart des provinces et seulement de deux ans en Ontario et dans l'Alberta.

### France
En France, le recouvrement de créances peut être amiable ou judiciaire. Le créancier doit d'abord adresser une mise en demeure au débiteur. En l'absence de paiement, une procédure judiciaire peut être engagée, aboutissant à une injonction de payer ou une saisie. L'exécution forcée est réalisée par un commissaire de justice.
Chaque année, environ 60 milliards d’euros de créances restent impayées. En 2024, 67 830 entreprises ont fait faillite, un record. Les retards de paiement concernent 82 % des entreprises, avec un délai moyen de 48 jours. Pour faire face à ces difficultés, plus de 400 sociétés de recouvrement sont actives en France.

### Suisse
En droit suisse, le créancier peut s'adresser au juge pour obtenir l'exécution forcée de la prestation.
Si la prestation concerne le paiement d'une somme d'argent, il doit utiliser le système de la procédure de poursuite (LP). En matière de droits de gage, le pacte commissoire est interdit.